# 41 Samodzielny Batalion WOP
41 Samodzielny Batalion Ochrony Pogranicza – zlikwidowany samodzielny pododdział Wojsk Ochrony Pogranicza pełniący służbę na granicy polsko-czechosłowackiej.

## Formowanie i zmiany organizacyjne
41 Samodzielny Batalion Ochrony Pogranicza JW 5342 (Rozkaz MON nr 077/Org. z 3 marca 1947) sformowany został 24 kwietnia 1948 na bazie Krośnieńskiej Komendy WOP. Etat batalionu wynosił 835 wojskowych i 10 pracowników kontraktowych.
W 1950 na bazie 41 Batalionu Ochrony Pogranicza, została utworzona 1 Brygada WOP w Krośnie nad Wisłokiem..

## Struktura organizacyjna
Dyslokacja komendy przedstawiała się następująco:
- dowództwo, sztab i pododdziały przysztabowe – Krosno
- strażnice WOP: Izby, Wysowa, Konieczna, Radocyna, Ożenna, Barwinek, Lipowiec (Jaśliska), Jasiel, Czystohor, Radoszyce, Łupków i Wola Miechowa.
- graniczne placówki kontrolne (GPK): Łupków (kolejowa).

Numery strażnic :
- 168 strażnica Ochrony Pogranicza – Radocyna
- 169 strażnica Ochrony Pogranicza – Lipowiec
- 170 strażnica Ochrony Pogranicza – Wola Michowa
- 171 strażnica Ochrony Pogranicza – Łupków
- 172 strażnica Ochrony Pogranicza – Radoszyce
- 173 strażnica Ochrony Pogranicza – Jasiel
- 174 strażnica Ochrony Pogranicza – Izby
- 175 strażnica Ochrony Pogranicza – Huta Polańska
- 176 strażnica Ochrony Pogranicza – Barwinek
- 177 strażnica Ochrony Pogranicza – Ożenna
- 178 strażnica Ochrony Pogranicza – Konieczna
- 179 strażnica Ochrony Pogranicza – Wysowa.

Na terenie odpowiedzialności batalionu funkcjonowały dwa GPK:
- Graniczna Placówka Kontrolna nr 40 „Łupków” (kolejowa)
- Graniczna Placówka Kontrolna nr 41 „Radoszyce” (drogowa).